# Stadio della Cartuja
Lo stadio della Cartuja (in spagnolo Estadio de la Cartuja; in italiano, "stadio della Certosa") è uno stadio multiuso situato nella città di Siviglia, capoluogo della comunità autonoma dell'Andalusia, in Spagna. Inaugurato nel 1999, è dotato di 70 000 posti a sedere.
Lo stadio si trova sull'Isla de la Cartuja accanto a quello che era il recinto dell'Esposizione universale di Siviglia 1992, e il 57% del terreno si trova nel comune di Santiponce. Lo stadio fu disegnato seguendo i criteri del CIO in modo da poter ospitare i Giochi olimpici del 2004 e del 2008 poi assegnati rispettivamente ad Atene e Pechino.
Lo stadio è di proprietà della Sociedad Estadio Olímpico de Sevilla S.A., composta per il 40% dalla Giunta dell'Andalusia, per il 25% dal governo della Spagna, il 19% dal comune di Siviglia, 13% dalla provincia di Siviglia. Il restante 3% diviso tra i club del Real Betis e il Siviglia e due casse di credito El Monte de Piedad e la Caja San Fernando.
Il costo complessivo per la realizzazione dello stadio è stato di 20 miliardi di pesetas pari a circa 120 milioni di euro.

## Stadio
Lo stadio fu inaugurato dai Reali di Spagna il 5 maggio 1999 con la partita di calcio disputata tra le nazionali della Spagna e della Croazia, conclusasi sul 3-1 per i padroni di casa. Dal 20 agosto ospitò il settimo campionato del mondo di atletica IAAF, evento che motivò la costruzione dell'impianto.
L'idea della Sociedad Estadio Olímpico de Sevilla era quella che alla fine del mondiale di atletica lo stadio sarebbe divenuta la sede dei due grandi club della città, Betis e Siviglia, ma le tifoserie dei due club mostrarono la loro ferma contrarietà a questa soluzione. Per questo nessuno dei due club si trasferì nello stadio, che viene utilizzato occasionalmente da entrambi per partite ufficiali.
Nel 2008, durante la ristrutturazione dello stadio Ramón Sánchez Pizjuán, lo stadio della Cartuja ha ospitato le partite del Siviglia.
Nel 2025 lo stadio ha subito interventi di ristrutturazione che hanno portato alla rimozione della pista d'atletica e all'installazione di nuovi posti a sedere, aumentando la capacità a 70 000.

## Eventi sportivi
In questo stadio si sono svolti numerosi incontri di calcio, tra cui la finale di Coppa UEFA del 2003 tra Celtic e Porto, la finale di Coppa del Re tra Valencia e Atlético Madrid nel 1999, tra Celta Vigo e Real Saragozza nel 2001, tra Barcellona e Athletic Bilbao nel 2021 e tra Real Madrid e Osasuna nel 2023, oltre che alcune amichevoli sia della selezione andalusa di calcio sia della nazionale spagnola di calcio. Inoltre si sono svolte diverse edizioni del Torneo stadio Olimpico di Siviglia.
Lo stadio ospitò i campionati del mondo di atletica leggera 1999, per i quali fu costruito, oltre che molti meeting di atletica a livello nazionale e internazionale.
Dal 3 al 5 dicembre 2004 si disputò in questo stadio la finale di Coppa Davis tra le selezioni nazionali di Spagna e degli Stati Uniti, con la vittoria della formazione iberica per 3-2. Fu il secondo trionfo per la Spagna nella competizione. In quella edizione si consacrò Rafa Nadal come stella emergente del panorama tennistico internazionale. Fu inoltre l'evento che registrò il record di pubblico. Anche fra il 2 e il 4 dicembre 2011 lo stadio è stato designato come sede per la finale di Davis, in cui la Spagna ha sconfitto l'Argentina conquistando la sua quinta Coppa Davis.
Nel 2021 è designato quale uno degli 11 stadi per il campionato europeo di calcio 2020 (evento eccezionalmente itinerante) in sostituzione del San Mamés di Bilbao; ha ospitato tre partite del girone ed un ottavo di finale.

### Finale Coppa UEFA
| Arbitro: | Ľuboš Micheľ |

|                  |           |                                 |
| Larsson 47’, 57’ | Marcatori | 45+1’, 115’ Derlei 54’ Aleničev |

### Campionato europeo 2020
- Spagna -  Svezia 0-0 (Gruppo E, 14 giugno 2021)
- Spagna -  Polonia 1-1 (Gruppo E, 19 giugno 2021)
- Slovacchia -  Spagna 0-5 (Gruppo E, 23 giugno 2021)
- Belgio -  Portogallo 1-0 (Ottavi di finale, 27 giugno 2021)

## Eventi musicali
Nella Stadio Olimpico si sono molti tenuti concerti di artisti famosi a livello nazionale spagnolo tra cui: La Oreja de Van Gogh, Joaquín Sabina, Luis Miguel, Alejandro Sanz, Maná, Operación Triunfo, Ana Torroja, Miguel Bosé e Rosalía.
Nel 2016, nello stadio si sono esibiti gli AC/DC, nel contesto del loro Rock or Bust World Tour, e gli Iron Maiden con il loro The Book of Souls World Tour, ultima delle quattro date spagnole.